# Personidae
Personidae J.E. Gray, 1854 è una famiglia di molluschi gasteropodi della sottoclasse Caenogastropoda.

## Tassonomia
La tassonomia della famiglia è stata modificata nel 2019 a seguito di uno studio sulla filogenesi molecolare della superfamiglia Tonnoidea. Tale studio ha portato a cambiamenti significativi nella classificazione familiare dei Tonnoidea, comportando la resurrezione di tre gruppi familiari (Thalassocyonidae, Cymatiidae e Charoniidae) e la sinonimia di uno (Pisanianuridae con Laubierinidae), aumentando il numero di famiglie riconosciute da sette a nove. Per quanto riguarda i Personidae questi includevano quattro generi esistenti (Distorsio, Distorsionella, Distorsomina e Personopsis), ma i risultati dello supportano la conservazione solo di due geni in famiglia (Distorsio e Personopsis), mentre Distorsionella è collocata nei Thalassocyonidae e Distorsomina è trasferita nei Cymatiidae.
Alla famiglia sono pertanto assegnati 2 generi esistenti ed uno estinto:
- Distorsio Röding, 1798
- † Kotakaia Beu, 1988
- Personopsis Beu, 1988